# Jerzy Sztrom
Jerzy Sztrom ps.: Pilnik, Klucz (ur. 6 czerwca 1923 w Starosielcach, zm. w czerwcu 1944 w Lidzie) – żołnierz Armii Andersa i Polskich Sił Zbrojnych na Zachodzie, oficer Armii Krajowej, podporucznik łączności, cichociemny.

## Życiorys
Był synem Czesława i Heleny z domu Stawińskiej. Przed wojną uzyskał małą maturę w 1939 roku. 22 czerwca 1940 roku został wraz z rodziną aresztowany przez NKWD i wywieziony do łagru w głębi ZSRR. Pracował w obozach pracy. Po podpisaniu układu Sikorski-Majski 16 stycznia 1942 roku wstąpił do Armii Andersa, przydzielono go do 24 pułku piechoty, z którą został ewakuowany do Iranu. Tam wstąpił do Szkoły Podchorążych Rezerwy Piechoty, a następnie przez Związek Południowej Afryki dotarł do Wielkiej Brytanii.

## Cichociemny
Zgłosił się do służby w kraju. 5 października 1942 roku został przydzielony do Sekcji Dyspozycyjnej Naczelnego Wodza. Po przeszkoleniu ze specjalnością w łączności został zaprzysiężony 21 lipca 1943 roku w Oddziale VI Sztabu Naczelnego Wodza i na początku 1944 roku przetransportowany do Głównej Bazy Przerzutowej w Brindisi we Włoszech.
Zrzucony do okupowanej Polski w nocy z 8 na 9 kwietnia 1944 roku w operacji lotniczej „Weller 6” dowodzonej przez kpt. naw. Antoniego Freyera, z samolotu Halifax JP-207 „E” (1586 Eskadra PAF), na placówkę odbiorczą „Nil 1”, w okolicach miejscowości Zamożna Wola, 4 km na wschód od stacji kolejowej Rozprza). Razem z nim skoczyli: plt. Władysław Hauptman ps. Gapa, ppor. Kazimierz Niepla ps. Kawka oraz ppor. Henryk Zachmost ps. Zorza.
Po aklimatyzacji w Warszawie dostał przydział na stanowisko dowódcy plutonu radiołączności w 1 kompanii łączności w Okręgu Nowogródek AK. Zginął w czerwcu 1944 roku w czasie ataku na posterunek żandarmerii niemieckiej w Lidzie.

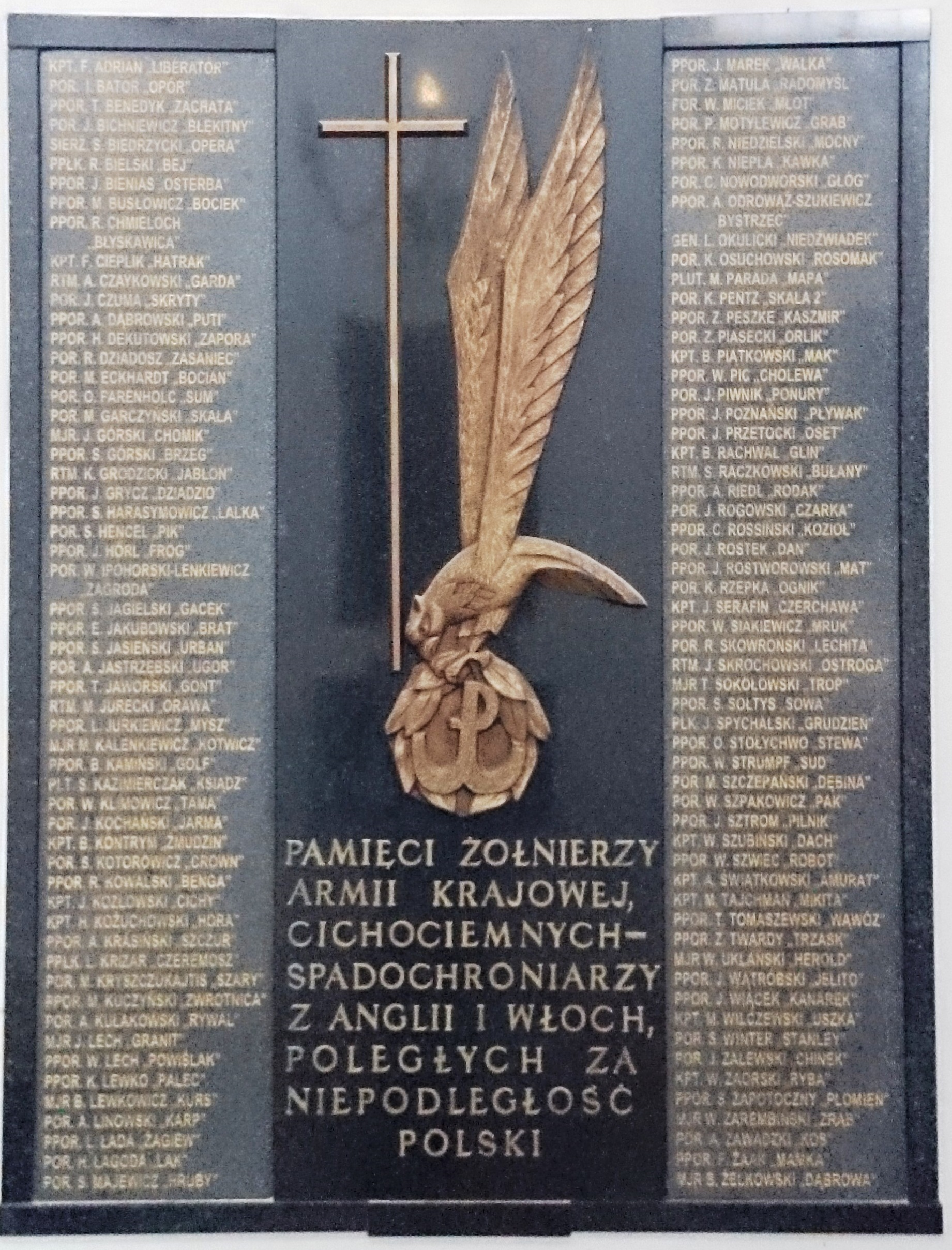
Tablica w kościele św. Jacka w Warszawie, upamiętniająca poległych cichociemnych, w tym Jerzego Sztroma

## Awanse
- kapral podchorąży – 21 kwietnia 1943 roku
- podporucznik – 9 kwietnia 1944 roku, ze starszeństwem od 15 maja 1944 r.

## Odznaczenia
- Krzyż Walecznych – czterokrotnie, w tym dwukrotnie pośmiertnie, 1 lipca 1944 roku.

## Upamiętnienie
Nazwisko Jerzego Sztroma znajduje się na tablicy poświęconej poległym cichociemnym odsłoniętej w 1980 roku w kościele św. Jacka w Warszawie.